# エルンスト・ブッシュ (軍人)
エルンスト・ヴィルヘルム・ベルンハルト・ブッシュ（Ernst Wilhelm Bernhard Busch, 1885年7月6日‐1945年7月17日）は、ドイツの陸軍軍人。第二次世界大戦中、第16軍司令官などを務めた。最終階級は元帥。

## 生い立ち
ドイツ帝国、プロイセン王国のエッセン＝シュテーレに、王立孤児院院長の息子として生まれる。1904年、陸軍に入り歩兵第13連隊に配属される。翌年少尉に任官。1908年、歩兵第57連隊に転属（‐1913年）。中尉に昇進し、カッセルの士官学校に監察官として配属される。第一次世界大戦が勃発すると、歩兵第56連隊で中隊長となり大尉に昇進。1916年に大隊長となる。シャンパーニュでの勇戦を賞せられプール・ル・メリット勲章を受章した。

## ヴァイマル共和国から第二次世界大戦開戦まで
戦後もヴァイマル共和政下で軍に残り、第18歩兵連隊で中隊長となる。のちミュンスターの第6歩兵師団参謀に転じる。1925年に少佐に昇進、翌年第1集団軍参謀に転じる。ついで輸送部隊監察官。1928年、第2歩兵師団に転属し師団司令部主任参謀。1930年、中佐に昇進して第9歩兵連隊で大隊長となる。1932年に同連隊長に補され、同年10月に大佐に昇進。軍がドイツ国防軍と名を改めたのちの1935年に少将に昇進し、第23歩兵師団長。1937年に中将。ブロンベルク罷免事件後の翌年2月には歩兵大将に昇進し、シレジアの第8軍団長に補された。

## 第二次世界大戦

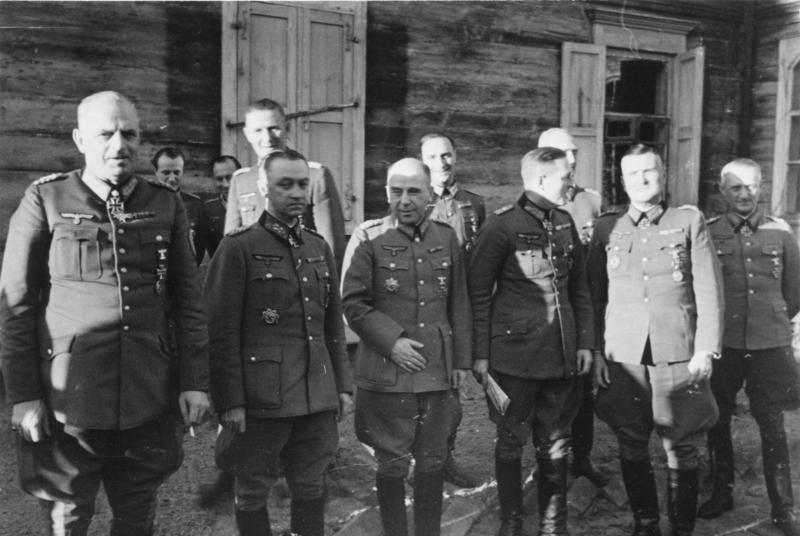
ブッシュ（左端）と中央軍集団首脳部（1944年5-6月頃）

1939年に第二次世界大戦が勃発すると、第VIII軍団を率いてポーランド侵攻に従軍。第16軍司令官に任命され、翌年の西方電撃戦に従事。フランス降伏後の7月19日に上級大将に昇進。翌1941年のバルバロッサ作戦では第16軍は北方軍集団の隷下に入る。1943年2月に元帥に列せられ、同年10月には中央軍集団司令官に任命された。
しかし戦局は次第に悪化。1944年6月、圧倒的な物量のソ連軍は、ブッシュの中央軍集団に対してバグラチオン作戦を発動した。作戦2日目には早くも戦線を突破された。アドルフ・ヒトラーの死守命令が出されていたドイツ軍は、圧倒的なソ連軍の波の前に崩壊。このため6月28日にブッシュは中央軍集団司令官を更迭された。ブッシュは事前にヒトラーに対して戦線の縮小を提案していたものの、死守を命じるヒトラーに忠誠心を示すためそれをあえて実行していなかったため、この処置を個人的な侮辱だと感じた。このため後任のヴァルター・モーデルに対して状況の引継ぎもせずに司令部を去った。
1945年3月に西部戦線で北西軍司令官に復帰したが、5月7日にイギリス軍のバーナード・モントゴメリー元帥にリューネブルガー・ハイデで降伏した。捕虜となったブッシュはイギリスに移送され、ノッティンガムシャーのオルダーショット捕虜収容所に入れられたが、ほどなく狭心症のため死去した。